# Esarcus leprieurii
Esarcus leprieurii is een keversoort uit de familie boomzwamkevers (Mycetophagidae). De wetenschappelijke naam van de soort werd in 1864 gepubliceerd door Louis Jérôme Reiche.